# Малојарославец
Малојарославец (рус. Малоярославец) град је у Русији у Калушкој области. Према попису становништва из 2010. у граду је живело 30392 становника.

## Становништво
| 1939.  | 1959.  | 1970.  | 1979.  | 1989.  | 2002.  | 2010.  |
| ------ | ------ | ------ | ------ | ------ | ------ | ------ |
| 11.729 | 17.892 | 21.219 | 22.108 | 26.582 | 31.606 | 30.392 |